# Gazy prochowe

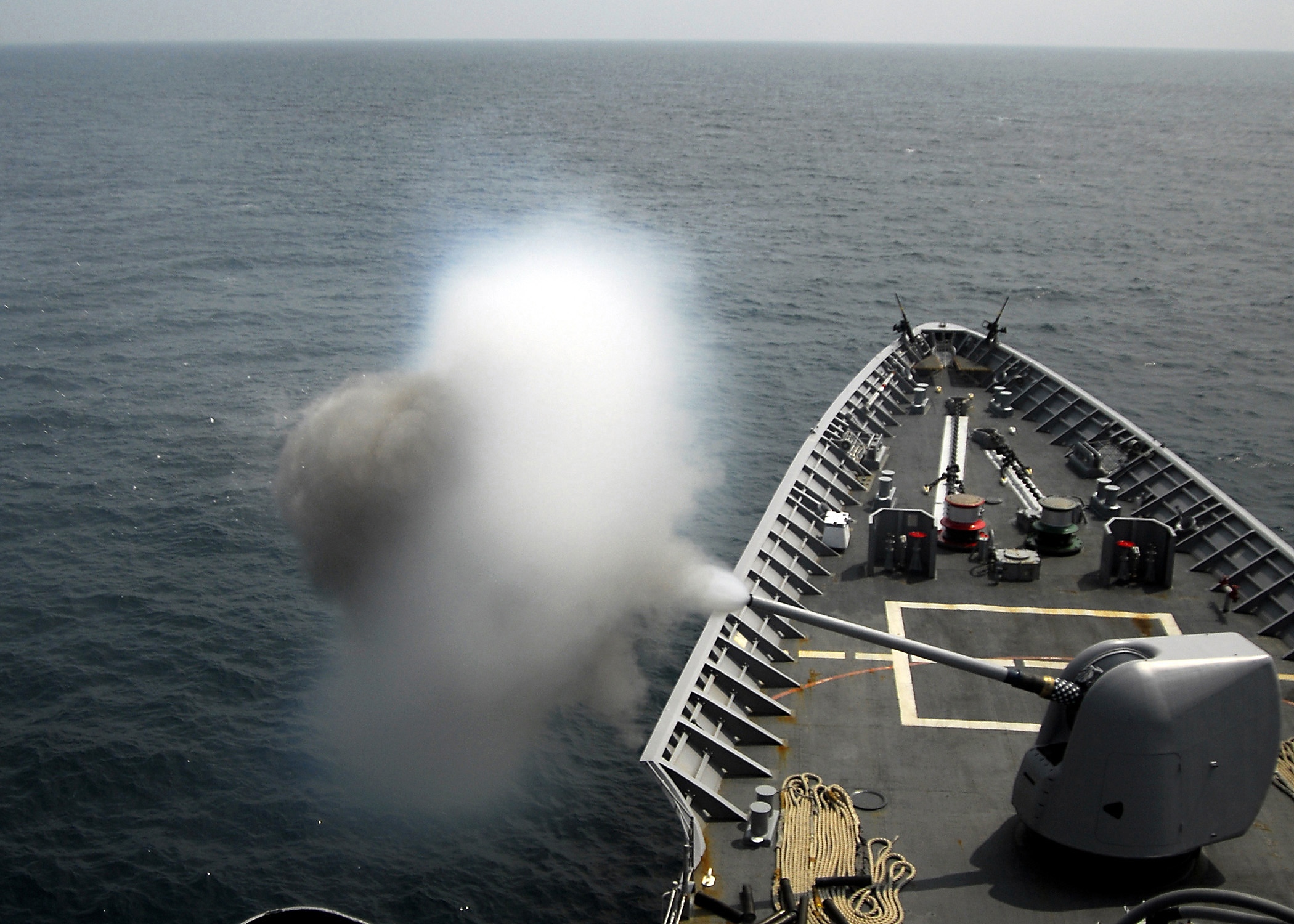
Gazy prochowe widoczne po wystrzeleniu pocisku z działa

Gazy prochowe – produkty spalania ładunku miotającego (prochu) w lufie lub ładunku napędowego (paliwa stałego) w silniku rakietowym. 
Energia gazów prochowych nadaje prędkość pociskowi, może również być wykorzystywana do zasilania automatyki broni, a także powodować negatywne zjawiska jak np. odrzut broni i jej nagrzewanie się.
W momencie powstawania temperatura gazów prochowych (powstałych z prochu bezdymnego) sięga 2500-3500 K, natomiast w chwili opuszczenia przez pocisk lufy jest już niższa i wynosi ok. 2000 K. Ciśnienie gazów prochowych zależy od żywości i charakterystyki prochu, a ich skład zależy od rodzaju prochu. W przypadku prochów bezdymnych głównymi składnikami są: tlenek węgla, wodór, azot, para wodna, a także niewielkie ilości tlenu, metanu, i amoniaku.